# 长梗乌头
长梗乌头（学名：Aconitum longipedicellatum）为毛茛科乌头属下的一个种。

## 扩展阅读
維基物種上的相關：长梗乌头